# Schefflera viguieriana
Schefflera viguieriana är en araliaväxtart som beskrevs av Hermann August Theodor Harms. Schefflera viguieriana ingår i släktet Schefflera och familjen araliaväxter.
Artens utbredningsområde är Peru. Inga underarter finns listade.